# Josef Alois Náhlovský
Josef Alois Náhlovský (15. prosince 1949 Lom u Mostu – 7. dubna 2022 Ústí nad Labem) byl český komik, bavič, hudebník a příležitostný herec a spisovatel. Ve svých komických výstupech zaujímal roli vychytralého prosťáčka, který na způsob hloupého Honzy úspěšně překoná všechny nástrahy.
Původně začínal v Ústí nad Labem jakožto moderátor – společně s bavičem Petrem Novotným jako konferenciér u hudební skupiny Fešáci. Tvořil komickou dvojici se svým hereckým partnerem a kolegou Josefem Mladým, spolupracoval také s moderátorem a bavičem Karlem Šípem. Je autorem humoristické teorie o fiktivním národu starých Krušnohorců, kterou zpracoval do své humoristické knihy Krušnohorská kronika (ilustroval Štěpán Mareš). Sám sebe také často označoval termínem poslední žijící Krušnohorec.

## Osobní život
Josef Náhlovský vystudoval Pedagogickou fakultu Univerzity Jana Evangelisty Purkyně, obor čeština–dějepis. Původním povoláním byl učitel českého jazyka.

## Smrt
Josef Alois Náhlovský zemřel dne 7. dubna 2022 ve věku 72 let na celkové selhání organismu.

## Filmografie
- 1999 Zavařený den Jiřiny Bohdalové aneb Marečku, podej mi tu kameru
- 2000 Pra pra pra
- 2004 Případ mediálního trpaslíka (TV film)
- 2005 Jak se krotí krokodýli (traktorista Jeníček)
- 2010 Rodinka (realitní makléř Josef Hora)
- 2011 Do roka a do dna
- 2012 Vtip za stovku!
- 2013 Sejdeme se na Cibulce
- 2014 Barrandovský Silvestr
- 2014 Silvestr Josefa Aloise Nahlovskeho
- 2015 Estrádička
- 2015 Můžu dál?
- 2017 Tajemství těla

### Televizní pořady
- 2000, 2004 Banánové rybičky
- 2000 Bolkoviny
- 2006 Všechnopárty
- 2007 Úsměvy[5]
- 2013 Máme rádi Česko
- 2017 Kdo to ví?

## Knihy
- MLADÝ, Josef; NÁHLOVSKÝ, Josef Alois. Ve vazbě. [s.l.]: XYZ, 2006. 306 s. ISBN 80-87021-25-8.
- NÁHLOVSKÝ, Josef Alois. Krušnohorská kronika. Praha: Brána, 2008. 146 s. ISBN 978-80-7243-347-6.
- NÁHLOVSKÝ, Josef Alois. Vykutálený pohádky. Praha: Země pohádek, 2017. 89 s. ISBN 978-80-906847-0-6.